# 2036년 하계 올림픽 개최지 선정
제36회 올림피아드 대회인 2036년 하계 올림픽은 오는 2036년 하절기에 개최될 종합 스포츠 경기 대회이다. 
개최지는 아직 선정되지 않았으며, 이 문서에서는 개최지 선정 과정을 다룬다.

## 개최지 선정 절차
2019년 6월 24일 스위스 로잔에서 열린 제134차 IOC 총회에서 올림픽 대회의 개최지 선정 절차 개편안이 채택되었다. 이는 올림픽 어젠다 2020의 권고 사항에 따른 것으로, 개편안의 요지는 다음과 같다.
- 모든 올림픽 행사 도시/지역/국가 및 국가 올림픽 위원회 (NOC)의 관심을 살피고 창출하기 위해, 영구적이고 지속적인 대화를 이룩한다.
- 미래 유치 위원회 (Future Host Commissions)를 두 곳 (하계/동계 올림픽) 설립하여 향후 올림픽 행사에 대한 개최 의사를 감독하고 IOC 집행위원회에 보고하도록 한다.
- 미래 유치 위원회에 비상임 위원을 참여시킴으로서 이들에게 IOC 총회에 더 많은 영향력을 부여한다.

이와 더불어 IOC는 올림픽 헌장을 수정하여 관련 규정의 탄력적 운영을 추진하였는데, 대회 7년 전에 개최지를 선정하던 관례을 없애고, 개최도시의 대상도 단일 도시/지역/국가에서 여러 도시/지역/국가로 변경하였다.
다만 이 같은 개편안은 독일 유치단으로부터 "이해할 수 없고", 선정 과정이 투명하지 못한 측면을 극복하기 어렵다는 비판이 제기되기도 했다.

### 미래 유치 위원회
2036년 하계 올림픽의 IOC 미래 유치 위원회의 의원 구성은 다음과 같다. 미래 유치 위원회는 대회에 관심을 표명한 각국 유치단, 반대로 IOC 측에서 유치를 권할 가능성이 있는 국가를 감독하게 된다.
| IOC 위원 (6인) | 비상임 위원 (4인)                                                                        |
| --- | ---------------------------------------------------------------------------------------- |
| - 콜린다 그라바르키타로비치 (의장) - 마리솔 카사도 - 리링웨이 - 미키 코주앙코자워스키 - 루이스 메히아 오비에도 - 필로메나 포르테스 | - 사라 워커 ( 선수) - 프란체스코 리치 비티 (ASOIF) - 폴 터갓 (NOC) - 앤드류 파슨스 (IPC) |

### 대화 단계
미래 유치 위원회의 쟁점사항에 의거, IOC 대회 유치 절차는 두 차례의 '대화 단계' (Dialogue stages)를 거치는 것으로 개정되었으며 세부사항은 다음과 같다.
- 지속 대화 단계 (Continuous Dialogue): 향후 올림픽 행사 개최와 관련, IOC와 이해관계자 (개최에 관심이 있는 도시/지역/국가/NOC) 간의 비공식적 논의 절차.
- 집중 대화 단계 (Targeted Dialogue): IOC 집행위원회의 지시에 따라 단독 내지는 여러 이해관계자(선호 유치도시)와 집중 논의를 실시하는 절차.
- 2025년 2월28일날에 결판 될 예정

## 유치 후보 도시
- 멕시코 과달라하라–멕시코시티–티후아나–몬테레이

2022년 마르셀로 에브라드 멕시코 외무장관은 SNS를 통해 안드레스 마누엘 로페스 오브라도르 대통령의 승인을 거쳐 멕시코는 2036년이나 2040년 올림픽 대회의 개최를 모색할 것이라고 밝혔다. 이어 2022년 10월 26일, 에브라드 외무장관은 멕시코 올림픽 위원회 위원장과 함께 멕시코의 2036년 하계 올림픽 개최를 공식 제안한다고 밝혔다. 이듬해 2023년 3월 25일, 에브라드 외무장관과 마리아 호세 알칼라 멕시코 올림픽 위원회 위원장은 토마스 바흐 IOC 위원장에게 개최 의향서를 공식 전달했다.
후보 도시는 총 4곳이 물망에 오르고 있다. 멕시코 올림픽 위원회의 카를로스 파디야(Carlos Padilla) 회장은 2026년 이후 올림픽 대회 유치와 관련해 멕시코 내에서 개최가 가능한 4대 도시로 과달라하라, 멕시코시티, 티후아나, 몬테레이를 선정했다. 파디야 회장은 ESPN과의 인터뷰에서 이 4개 도시 모두 올림픽 단독 유치도시가 되는 데 있어서 "모든 것을 갖추고 있지만" 당장은 그리되지 않을 것이라고 밝혔다.
4개 도시 가운데 과달라하라는 2011년 팬아메리칸 게임을 개최한 도시로, 2022년 게이 게임 유치 후보 도시였으나 홍콩에 밀렸다. 멕시코는 1968년 멕시코시티 올림픽을 처음이자 마지막으로 개최한 전력이 있다.
멕시코가 유치에 성공한다면 멕시코가 국제 올림픽 운동에 참가한 지 100주년을 맞이하는 뜻깊은 대회가 될 예정이다.
- 인도네시아 누산타라

2021년 7월 1일, 인도네시아 올림픽 위원회는 2032년 하계 올림픽 유치 실패 이후 인도네시아가 동남아 최초의 올림픽 개최국이 되기 위한 노력의 일환으로 2036년 하계 올림픽을 유치하겠다고 선언했다. 라자 사프타 옥토하리 위원회 위원장은 “2036년 올림픽을 위해 물러서지 않고 계속해서 싸울 것”이라며 더욱 탄탄한 준비를 다짐했다.
2022년 8월 3일, 조코 위도도 대통령은 2036년 하계 올림픽을 인도네시아의 누산타라에서 개최할 계획이라고 발표했다. 2022년 11월 16일에는 누산타라를 올림픽 개최 후보도시로 신청할 것을 IOC 측에 전달했다고 위도도 대통령이 확인하였다.
인도네시아는 2018년 아시안 게임을 개최한 전력이 있으며 2032년 하계 올림픽 유치전에도 참여했으나 호주 브리즈번에 패했다.
- 튀르키예 이스탄불

2020년 6월 8일, 튀르키예 국가 올림픽 위원회 (TNOC)의 하잔 아라트 부회장은 "이스탄불이 2032년 하계 올림픽 후보 도시가 될 것이다"라는 발언과 함께 본격적인 유치 의사를 밝혔다. 에크렘 이마몰루 이스탄불 시장도 "우리는 이스탄불과 튀르키예 국민의 이름으로 이스탄불에서 올림픽과 패럴림픽을 개최하고자 한다"라는 성명을 발표했다.
2021년 7월 14일에는 올림픽 유치위원회가 공식 출범하였으며, 2023년 4월 3일에는 레제프 타이이프 에르도안 대통령, 메흐메트 카사포을루 청소년 스포츠부 장관, 토마스 바흐 IOC 위원장이 회담에 나서 튀르키예 유치방안에 대해 논의했다.
이스탄불은 2000년 하계 올림픽, 2008년 하계 올림픽, 2020년 하계 올림픽 유치에 나선 전력이 있었으나 각각 시드니, 베이징, 도쿄에 패했다.

### 후보 도시 목록
| 유치 당사자                                   | 국가       | NOC                                | 상태       |
| --------------------------------------------- | ---------- | ---------------------------------- | ---------- |
| 누산타라                                      | 인도네시아 | 인도네시아 올림픽 위원회 (KOI)     | 이해관계자 |
| 과달라하라 – 멕시코시티 – 티후아나 – 몬테레이 | 멕시코     | 멕시코 올림픽 위원회 (COM)         | 이해관계자 |
| 이스탄불                                      | 튀르키예   | 튀르키예 국가 올림픽 위원회 (TNOC) | 이해관계자 |

## 유치 희망 도시

### 아프리카
- 이집트 신행정수도

이집트는 수도 카이로에서 동쪽으로 45km 떨어진 곳에 위치한 신행정수도 내에 수백만 달러의 예산을 들여 '이집트 국제 올림픽 도시' (Egypt International Olympic City)라는 스포츠 단지를 건립, 2036년 하계 올림픽을 개최하는 방안이 제시되고 있다. 2022년 1월, 아시라프 소브히 체육장관은 2036년 하계 올림픽 유치 계획을 밝히며, 아프리카 최초의 올림픽 개최국에 오르겠다고 밝혔다. 이를 위해 92,000석 규모의 종합경기장, 올림픽 경기 규격 수영장, 테니스 코트, 실내 경기장을 건설한다는 계획이다.
카이로는 2008년 하계 올림픽 유치전에 참가했으나 최종 후보에 오르지 못했고 해당 대회는 중국 베이징이 유치하였다.

### 아시아
- 대한민국 전북특별자치도

2022년 10월 스위스 로잔을 방문한 오세훈 서울시장은 토마스 바흐 IOC 위원장과 만나 2036년 하계 올림픽의 서울 유치 의사를 공식화했다. 개최 장소에 대해서는 1988년 하계 올림픽이 열렸던 잠실종합운동장 일대의 올림픽 시설물을 스포츠, 국제회의 공간으로 리빌딩하는 '잠실 스포츠 마이스 복합단지 조성 사업'이 이미 진행되고 있다는 점이 거론됐다.
그러나 오세훈 시장의 이 같은 유치 의사에 대해 윤석열 대통령과 정부 측은 상호 교감 없이 이뤄진 의사 전달이라는 점, 2030년 부산 엑스포 유치에 집중해야 한다는 점에서 난색을 표했다. 윤석열 대통령은 같은 자리에서 2036년 서울 올림픽 유치에 관한 언급은 따로 진행하면, 바흐 위원장과의 회담에서도 관련 내용은 삭제됐다.
2025년 2월 28일 전북이 서울을 상대로 후보지 선정투표에서 이겨 대한민국의 단독 유치 후보가 되었다. 전북은 비수도권 연대로, 육상은 대구, 양궁은 광주 등에서 분산 개최하겠다는 계획으로써, 기존에 있던 각 지역 경기장을 활용하면서 경기장을 새로 만드는 비용을 최소화하겠다는 전략이다.
대한민국은 1988년 하계 올림픽과 2018년 동계 올림픽을 유치한 전력이 있으며, 이번에 유치에 성공할 경우 48년 만의 하계 올림픽 재개최가 된다.
- 중화인민공화국 청두시-충칭시

중국 청두시와 충칭시는 일찍이 2032년 올림픽, 2036년 올림픽 유치를 희망하였다. 2018년 3월 중국인민정치협상회의 청두시위원회 푸후 위원은 청두시가 2036년 올림픽 대회 유치 제안서를 제출했다고 밝혔다.
- 인도 아마다바드

인도는 이전에 2032년 하계 올림픽 개최에 관심을 표명한 바 있으며, 개최지 결정 후 2036년 하계 올림픽 유치에 집중하고 있다. 개최 후보 도시는 인도 서부 구자라트주의 아마다바드이다.
아마다바드 도시개발부 (AUDA)는 PwC사에 컨설턴트를 의뢰, 아마다바다의 올림픽 개최 시 건설해야 할 경기장과 인프라에 관한 최종 보고서를 발행하였다. 현대 아마다바드에는 사르다르 발라브바이 파텔 스포츠 인클레이브라는 대형 스포츠 단지가 건설되고 있으며 이곳에 모든 경기장이 들어설 예정이다. 건설 비용은 ₹4,600크로르 (미화 57600만 달러)에 달할 전망이다. 2021년 2월 아미트 샤 내무장관 역시 사르다르 파텔 스포츠 단지가 향후 올림픽과 기타 국제 경기를 개최할 수 있는 수준으로 개발될 것이라고 밝혔다.
2021년 10월, 인도 올림픽 위원회의 나린더 바트라 회장은 대회 개막식이 이뤄지는 경기장으로 아마다바다의 나렌드라 모디 스타디움을 선정했다. 바트라 회장은 또한 인도올림픽위원회가 2036년 올림픽 개최와 관련, 인도의 유치 가능성을 IOC와 논의 중이라고 확인했다.
2022년 구자라트 주의회 선거 운동 기간 동안 인도 인민당은 구자라트주에서의 개최를 선거 공약으로 내세우며 유치 의사를 재확인했다. 아누라그 타쿠르 인도 청소년체육부장관 역시 인도가 2036년 하계 올림픽을 개최할 의향이 있으며 뭄바이에서 열리는 제140차 IOC 총회를 계기로 로드맵을 발표할 것이라고 밝혔다.
- 카타르 도하

카타르 수도 도하는 2036년 하계 올림픽 개최 계획이 있으며, 토마스 바흐 IOC 위원장과의 면담도 진행하였다. 도하는 2016년 하계 올림픽과 2020년 하계 올림픽 유치전에 모두 나섰으나 최종후보로는 선정되지 못했으며, 해당 대회는 각각 리우데자네이루와 도쿄에게 돌아갔다. 카타르는 2022년 FIFA 월드컵을 개최한 경력이 있으며 2027년 FIBA 농구 월드컵과 2030년 아시안 게임을 유치했다.
- 사우디아라비아 리야드

사우디아라비아가 2027년 올림픽 e스포츠 게임, 2029년 동계 아시안 게임, 2034년 FIFA 월드컵, 2034년 아시안 게임을 개최하고 LIV 골프, 2024년 e스포츠 월드컵, 사우디 프로 리그에 투자하고 키디야에 새로운 포뮬러 원 트랙을 건설할 계획인 가운데, 사우디 스포츠 이해 관계자들은 빠르면 2036년에 올림픽 개최를 고려하고 있습니다. 사우디아라비아는 2036년 올림픽 개최가 사우디아라비아가 열악한 인권 기록과 부패 스캔들로부터 관심을 돌리기 위해 스포츠 워싱을 계속할 수 있게 해줄 것이라는 주장을 부인했다.

### 유럽
- 이탈리아 피렌체–볼로냐 / 토리노 (미정)

2021년 7월, 다리오 나델라 피렌체 시장과 비르지니오 메롤라 볼로냐 시장, 에우제니오 자니 토스카나 주지사와 스테파노 보나치니 주지사의 4인 회동에서 2036년 하계 올림픽 대회 유치를 결의했다.
이와는 별개로 2022년 7월 토리노 시의회는 대회 유치 신청서를 피에몬테주와 이탈리아 정부 측에 전달할 것을 지지하는 결의를 통과시켰다. 토리노는 이전에 2006년 동계 올림픽을 개최한 경력이 있다.
이탈리아는 1960년 하계 올림픽을 개최한 전력이 있으며 유치에 성공하면 이번 대회는 76년 만의 하계 올림픽이 된다. 또한 밀라노-코르티나담페초 공동개최로 치러지는 2026년 동계 올림픽 이후 10년 만의 대회이다.
- 독일 베를린-이스라엘 텔아비브

독일 베를린에서 1936년 베를린 올림픽 이후 100년째를 맞이하는 2036년 하계 올림픽을 이스라엘 텔아비브의 공동개최 형태로 유치하자는 논의가 있었다. LSB의 토마스 해르텔 회장은 "1936년으로부터 100년이 지난 지금, 유치 방안이 오늘날 독일의 입장을 명확히 해야 한다"고 유치 배경을 설명했다. 2006년 FIFA 월드컵의 표어인 동시에 LSB의 모토이기도 한 "친구를 사귀는 시간" (Die Welt zu Gast bei Freunden)을 상기시키며 2036년 베를린 올림픽을 구상하자는 주장이었다.
그러나 독일 체육계에서는 올림픽 공동개최에 대해 2036년 대회로 특정하지 않고 언젠가는 개최할 것이라는 주장, 심지어는 동계 올림픽을 공동 유치하자는 주장이 주를 이루기 때문에, 이스라엘과의 유치 협력에 대한 논의는 진척이 없는 상황이다.
- 덴마크 코펜하겐

코펜하겐 시의회는 2036년 하계 올림픽 유치를 고려하면서 '저예산 올림픽'을 표명, 최소한의 투자와 지역 필수 시설의 활용을 기획하고 있다. 시의회 문화레저위원회 측은 올림픽 유치 계획에 전용 경기장 건설과 추후 학생 및 가정 주택으로 전환될 수 있는 선수촌 건설 계획이 포함될 것이라고 밝혔다.
- 폴란드

2023년 7월 TVP 스포츠에 출연한 카밀 보르트니추크 체육부장관은 크라쿠프에서 개최되는 제3회 유러피언 게임에 대한 소감과 함께 올림픽 개최 가능성에 대해서도 밝혔다. 카밀 장관은 폴란드가 큰 발전을 이루었으며 2036년, 2040년, 2044년 올림픽 개최 준비도 되어 있다고 밝혔으나, 아직 어느 도시가 지원할 것인지는 밝히지 않았다.

### 북아메리카
- 캐나다 토론토-몬트리올[40]

2021년 2월 3일, 르 저널 드 몬트리올은 캐나다 올림픽 위원회가 2032년 내지는 2036년 하계 올림픽의 몬트리올-토론토 공동개최 가능성을 탐구중에 있다고 보도했다. 공동개최가 실현되면 1976년 몬트리올 올림픽, 2015년 토론토 팬아메리칸 게임의 경기장을 활용할 수 있을 것으로 보인다. 토론토는 2008년 하계 올림픽 유치전에 나선 전력이 있으나 당시 베이징이 유치했다.

## 유치 후보 철회 도시
- 스페인 마드리드

스페인 마드리드는 2036년 하계 올림픽 대회 유치에 나설 계획이었으나, 시기를 미뤄 2040년 하계 올림픽이나 이후 대회로 유치 기준을 재설정하기로 밝혔다. 알레한드로 블랑코 스페인 올림픽위원회 위원장은 "마드리드 시장과 이 문제에 대해 여러 차례 회의를 가졌다. 마드리드는 의심할 여지없이 올림픽 개최 도시에 부합하지만, 2036년 올림픽은 해당되지 않을 것"이라고 말했다. .
스페인에서 열린 올림픽 대회는 바르셀로나에서 열린 1992년 하계 올림픽이 유일하다. 마드리드는 이전에 1972년, 2012년, 2016년, 2020년 대회 유치전에 나섰으나 모두 실패로 돌아갔다. 이들 대회는 각각 뮌헨, 런던, 리우데 자네이루, 도쿄가 유치하였다.
- 우크라이나 오데사

우크라이나 사업가이자 정치가인 보리스 콜레스니코프는 2010년 우크라이나 부총리로 임명된 후 UEFA 유로 2012 공동 개최를 지휘했으며, 2021년 초부터 우크라이나는 우리의 고향이란 정당의 대표를 맡고 있다. 2021년 9월 콜레스니코프는 오데사가 2036년 하계 올림픽을 유치할 경우 지역 경제와 관광을 위한 수입과 개발을 창출하는 데 영향을 미칠 것으로 기대한다고 밝혔다.
그러나 2022년 2월 러시아의 우크라이나 침공 이후, 오데사 일대 지역이 러시아군의 포격과 공습 대상으로 변모하면서 올림픽 유치는 사실상 어렵게 됐다.
- 영국 런던–버밍엄–리버풀–맨체스터

2019년 2월, 사디크 칸 런던 시장과 UK 스포츠가 영국의 2032년 또는 2036년 하계 올림픽 유치에 관심을 표했다. 칸 시장은 2036년 대회 유치 가능성이 더 높지만, 그렇다고 2032년 대회가 '논외 대상인 것은 아니다'라고 밝혔다. 다만 2036년 대회 유치가 언제 이뤄질지는 불확실한 상태였다.
2022년 7월, 칸 시장은 2036년 런던 올림픽을 개최할 계획을 세우고 있으며 "가장 친환경적인 대회"가 될 것이라고 밝혔다. 이에 따르면 런던 뿐만 아니라 버밍엄, 리버풀, 맨체스터와의 4자 공동개최로 이뤄질 예정이다.
그러나 2023년 1월, 칸 시장은 인터뷰를 통해 "2032년과 2036년은 끝난 이야기"라며 입장을 선회하고 2040년 대회 유치를 검토하겠다고 밝혔다.
런던은 1908년, 1948년, 2012년 하계 올림픽을 개최했다. 버밍엄은 1992년 하계 올림픽 유치전에, 맨체스터는 1996년 하계 올림픽과 2000년 하계 올림픽 유치전에 나선 적이 있으나 모두 실패로 돌아갔다.